# Zeyrek (Istanbul)

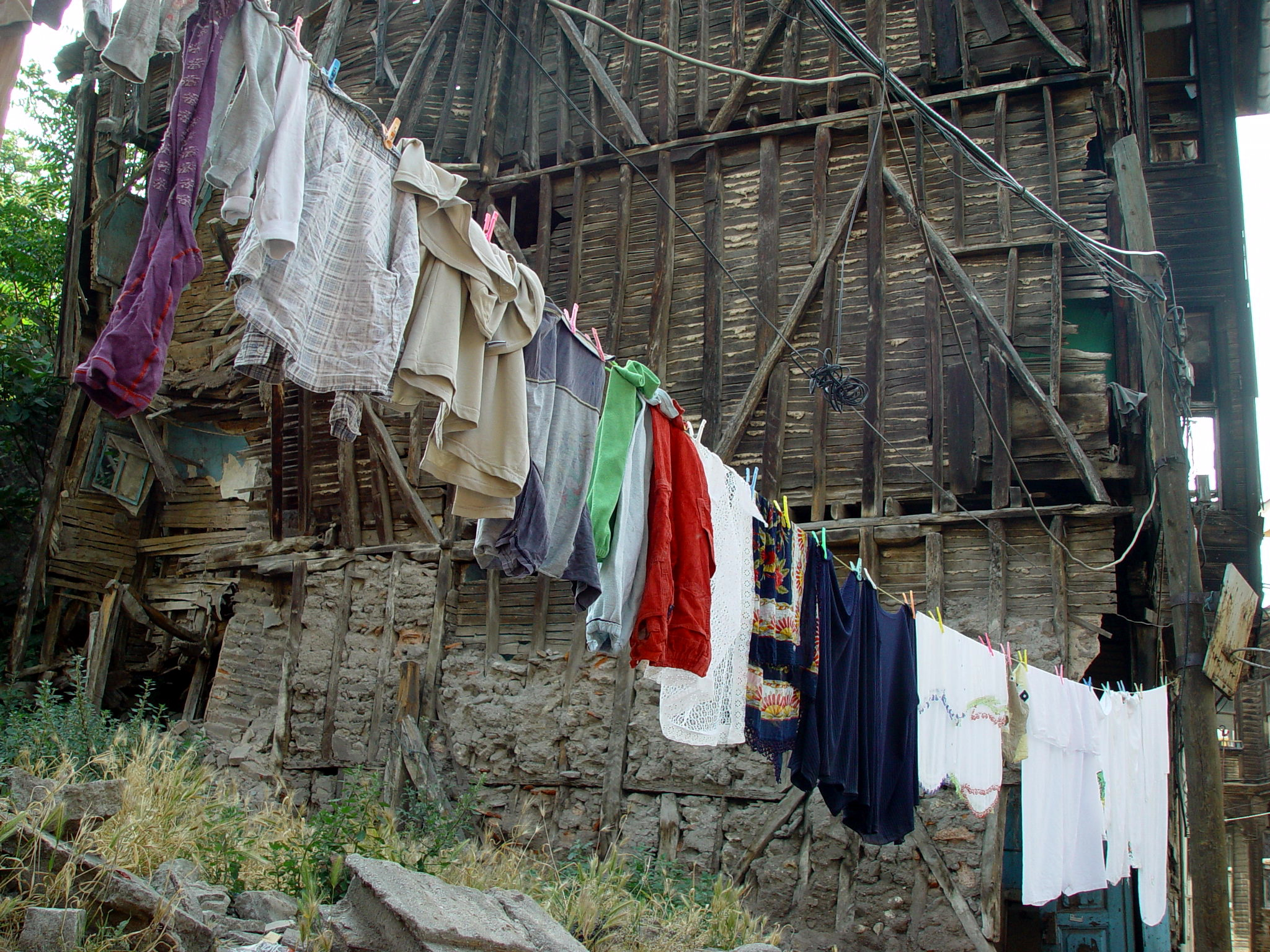
Panni stesi ad asciugare vicino a una casa in legno in rovina

Zeyrek è un quartiere del distretto di Fatih a Istanbul, in Turchia. Il quartiere si affaccia sul Corno d'Oro e prende il nome dalla Moschea di Zeyrek, un antico monastero bizantino. Esso ospita anche diverse cisterne bizantine e la piccola moschea di Şeyh Süleyman, anch'essa di origine bizantina. Zeyrek è un quartiere pittoresco ma povero.
Il centro di Zeyrek è iscritto nella lista del Patrimonio Mondiale come parte delle aree storiche di Istanbul, Patrimonio dell'Umanità.